# Raffaello Bellucci
Raffaello Bellucci (Orbetello, 25 aprile 1904 – 10 gennaio 1981) è stato un politico e partigiano italiano, deputato per il Partito Comunista Italiano nella I Legislatura, dal 4 giugno 1948 al 24 giugno 1953.

## Biografia
Di formazione repubblicana, si trasferisce in Francia nel 1931. Nel 1932 rientra in Italia, a Grosseto, dove viene arrestato per attività antifasciste. Nel 1934, libero cittadino, torna in Francia risiedendo a Nizza, dove allaccia rapporti con gli attivisti comunisti in esilio. Controllato dall'OVRA negli anni seguenti, viene arrestato a Mentone nel 1943 e rilasciato nell'agosto dello stesso anno. Prende parte al movimento di resistenza con il nome di "Franco Nello", e al termine del conflitto viene nominato segretario della federazione comunista di Grosseto. 
Eletto deputato per il PCI nella I Legislatura della Repubblica, non viene riconfermato nella II.